# Torsby
För andra betydelser, se Torsby (olika betydelser).
Torsby är en tätort i Fryksände distrikt i Värmland och centralort i Torsby kommun, belägen i norra änden av sjön Övre Fryken intill älvarna Ljusnans och Röjdans mynningar. Fryksände kyrka har stått på platsen sedan 1898. Torsby ligger ungefär 10 mil norr om Karlstad och 3,5 mil från norska gränsen.

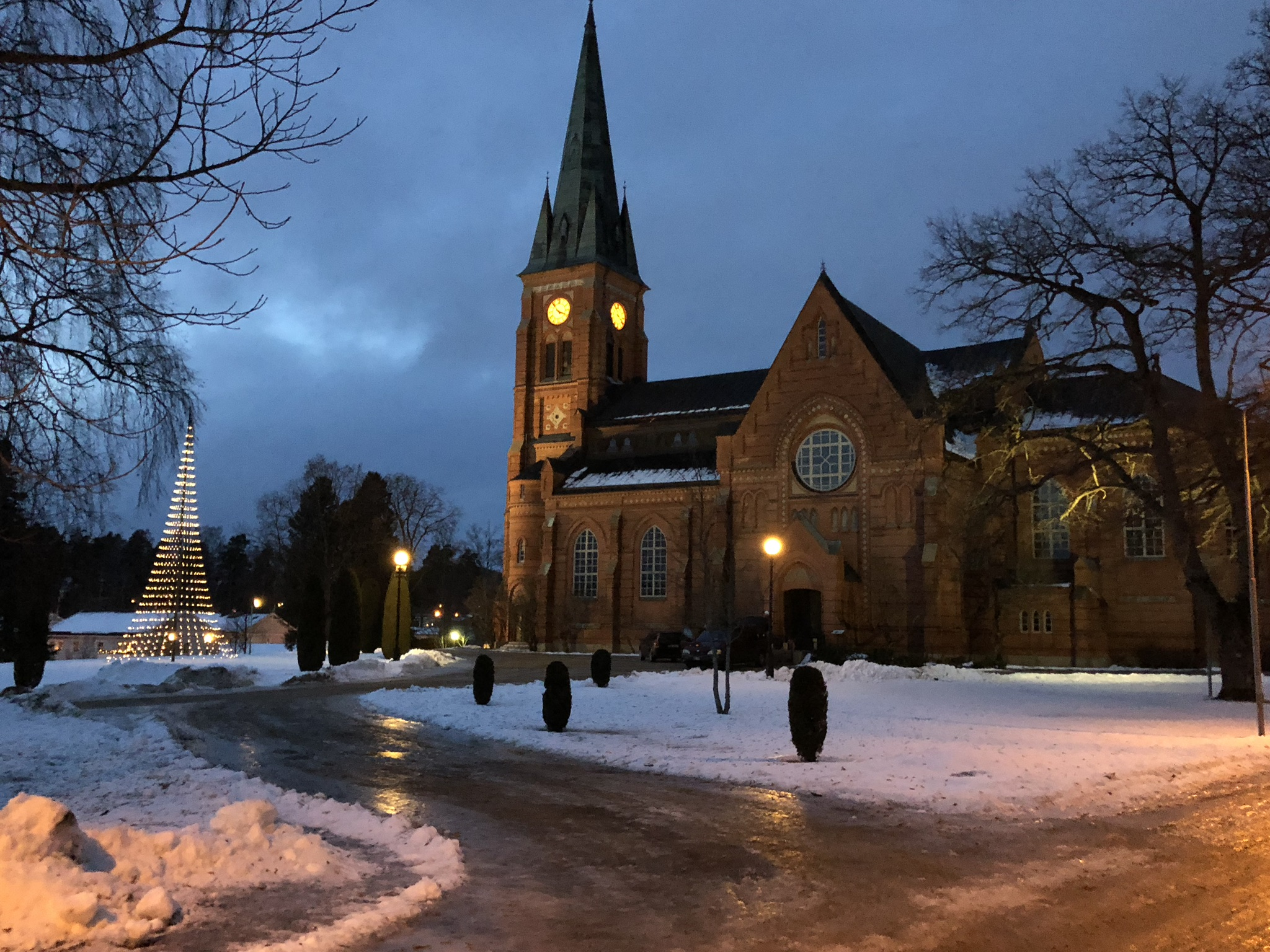
Fryksände kyrka vy från öst

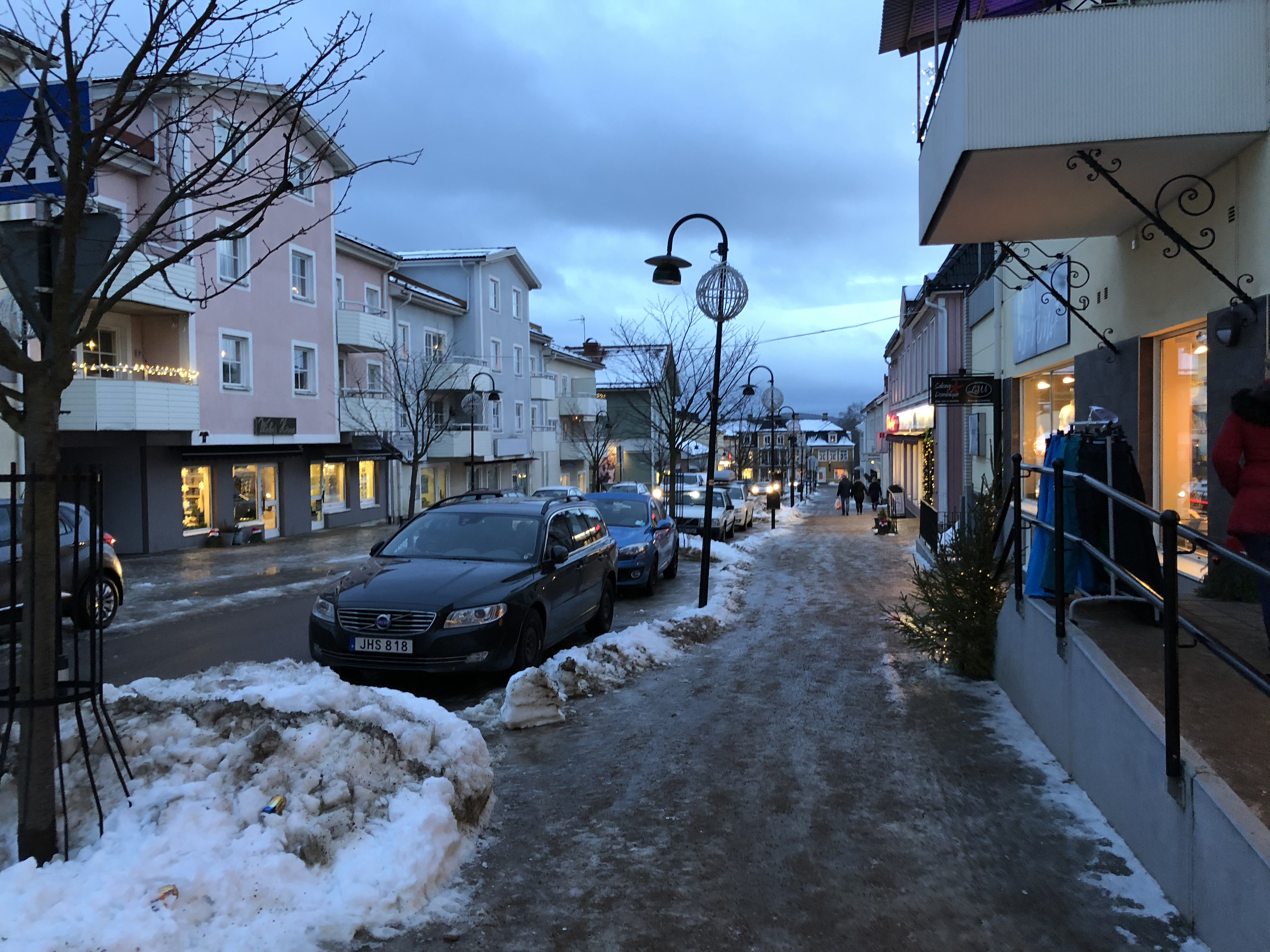
Torsby Järnvägsgatan vintertid

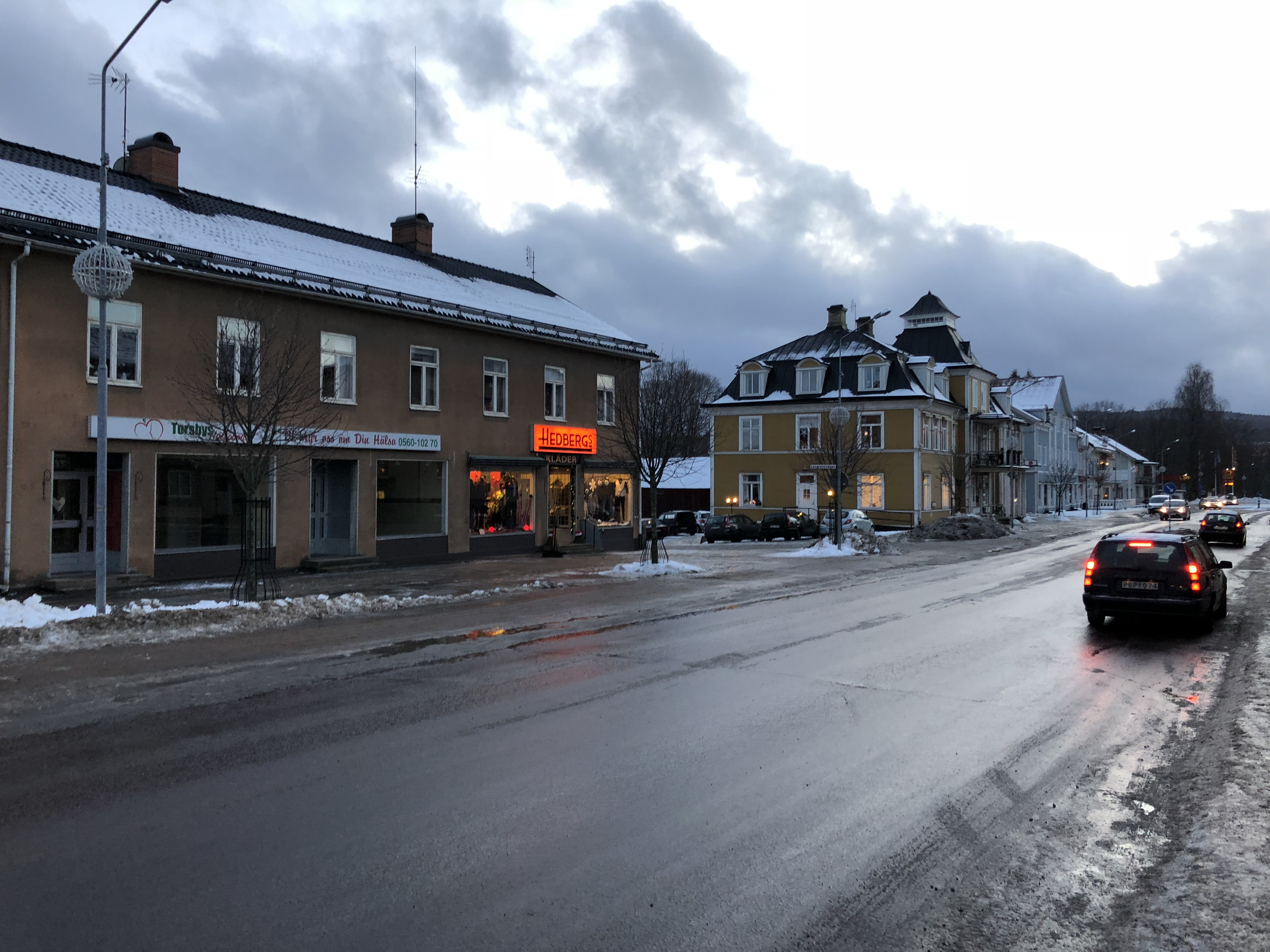
Torsby Kyrkogatan vintertid

## Historia
Torsby (Toresbyn 1540) kommer av mansnamnet Tore (fornsvenska Thorir) och by. År 1693 fick lanräntmästaren Johan Carlheim privilegier för en stångjärnshammare vid Röjdan som skulle bli Torsby bruk.
Torsby är kyrkby i Fryksände socken och ingick efter kommunreformen 1862 i Fryksände landskommun. I denna inrättades för orten 7 maj 1909 Torsby municipalsamhälle, vilket upplöstes med utgången av 1955. Orten ingår sedan 1971 i Torsby kommun som centralort.

### Befolkningsutveckling
| Befolkningsutvecklingen i Torsby 1960–2020 | Befolkningsutvecklingen i Torsby 1960–2020 | Befolkningsutvecklingen i Torsby 1960–2020 | Befolkningsutvecklingen i Torsby 1960–2020 | Befolkningsutvecklingen i Torsby 1960–2020 |
| ------------------------------------------ | ------------------------------------------ | ------------------------------------------ | ------------------------------------------ | ------------------------------------------ |
|                                            |                                            |                                            |                                            |                                            |
| År                                         |                                            |                                            | Folkmängd                                  | Areal (ha)                                 |
| 1960                                       | 1960                                       |                                            | 2 192                                      |                                            |
| 1965                                       | 1965                                       |                                            | 2 634                                      |                                            |
| 1970                                       | 1970                                       |                                            | 3 094                                      |                                            |
| 1975                                       | 1975                                       |                                            | 3 632                                      |                                            |
| 1980                                       | 1980                                       |                                            | 3 980                                      |                                            |
| 1990                                       | 1990                                       |                                            | 4 349                                      | 499                                        |
| 1995                                       | 1995                                       |                                            | 4 347                                      | 525                                        |
| 2000                                       | 2000                                       |                                            | 4 054                                      | 532                                        |
| 2005                                       | 2005                                       |                                            | 4 012                                      | 532                                        |
| 2010                                       | 2010                                       |                                            | 4 049                                      | 549                                        |
| 2015                                       | 2015                                       |                                            | 4 419                                      | 713                                        |
| 2020                                       | 2020                                       |                                            | 4 440                                      | 725                                        |
|                                            |                                            |                                            |                                            |                                            |

## Kommunikationer
Torsby är slutstation på den icke elektrifierade och enkelspåriga järnvägen Fryksdalsbanan, där det går både godståg och persontåg. Torsby flygplats, även kallad Fryklanda, har reguljär förbindelse två gånger dagligen på vardagar till Arlanda/Hagfors.
Europavägarna E16 och E45 passerar Torsby.

## Näringsliv

### Bankväsende
Wermlands enskilda bank öppnade ett kontor i Torsby år 1902. Vid 1920-talets början hade ett kontor för Enskilda banken i Vänersborg tillkommit. Torsby har också haft ett sparbankskontor.
Dessa banker uppgick under 1900-talet i Nordea, Svenska Handelsbanken och Swedbank som alla alltjämt hade kontor i Torsby år 2021. Fryksdalens Sparbank öppnade kontor 2024.

## Utbildning
- Holmesskolan F-3
- Frykenskolan mellanstadiet och högstadieskola 4-9
- Stjerneskolan, en gymnasieskola med bland annat skidprogram
- Klarälvdalens folkhögskola med utbildningar inom natur och skog samt en undersköterskeutbildning.[13]

## Kultur

Flygfoto över Torsby från cirka 1960.

Torsby Finnskogscentrum, tidigare Torsby Finnkulturcentrum, ligger i den tidigare skolan i Lekvattnet.
Här finns även Sahlströmsgården, som innehåller en permanent utställning samt även hotell och restaurang.

## Idrott
I Torsby finns Björnevi Idrottsplats, hemmaplan för Torsby IF.
Här finns SK Bore och Torsby Skidtunnel & Sportcenter med Sveriges första skidtunnel för längdskidåkning inomhus.
Torsby gymnastikförening grundades 1927 av bland andra Anna-Lisa Pewe. Gymnastikföreningen är ett etablerat namn inom den rytmiska gymnastiken och har nått stora framgångar både nationellt och internationellt.

## Kända personer
- Bengt Berg, poet, företagare och riksdagsman
- Marcus Berg, fotbollsspelare
- Patrik Bodén, OS-deltagare, före detta världsrekordhållare i spjut
- Emma Dahlström, freestyleskidåkare
- Sven-Göran Eriksson (Svennis), fotbollstränare
- Conny Evensson, ishockeytränare
- Julia Karlernäs, fotbollsspelare
- Toini Gustafsson Rönnlund, skidlöpare
- Mikael Löfgren, skidskytt
- Linn Persson, skidskytt
- Robin Rahm, ishockeyspelare
- Bengt "Pinnen" Ramström, bandyspelare
- Jan-Evert Rådhström, företagare och riksdagsman
- Oliver Solberg, rallyförare
- Top Cats, rockabillyband
- Per-Inge Walfridson, Europamästare i rallycross 1980 och företagare
- Stig-Olov Walfridson, rallyförare